# Günter Mielke
Günter Mielke (ur. 30 listopada 1942 w Berlinie, zm. 18 stycznia 2010 w Auckland) – niemiecki lekkoatleta długodystansowiec, dwukrotny olimpijczyk. Podczas swojej kariery reprezentował Republikę Federalną Niemiec.

## Życiorys
Na igrzyskach olimpijskich w 1972 w Monachium startował w biegu na 10 000 metrów, ale nie ukończył biegu eliminacyjnego. W późniejszych sezonach skoncentrował się na biegu maratońskim. Zajął w nim 20. miejsce na mistrzostwach Europy w 1974 w Rzymie. Na igrzyskach olimpijskich w 1976 w Montrealu zajął w tej konkurencji 54. miejsce.
Był mistrzem RFN w biegu maratońskim w 1975 i 1977 i wicemistrzem w 1972 i 1979, a także wicemistrzem na 10 000 m w 1971 i 1972. W 1977 zwyciężył w maratonie w Berlinie.
Zmarł w czasie urlopu w Nowej Zelandii. Zasłabł podczas joggingu na plaży.